# War of the Roses
«War of the Roses» — це багатокористувацький екшн від третьої особи, події якого розгортаються в середньовічному сетингу, розробленому на подіях війни Червоної та Білої троянд, яка розгорілась між англійськими феодальними партіями Ланкастерів та Йорків. Назва конфлікту виникла через використання ворогуючими сторонами символів у вигляді троянд — червоної у Ланкастерів та білої у Йорків. Війна велась за трон Англії з 1455 по 1485 рік, хоч сутички відбувались як до так і після вказаного періоду.
Сервера гри були відключені 28 лютого 2017 року, також гру було видалено зі Steam, можливість грати у локальній мережі так і не було реалізовано.

## Ігровий процес

### Опис класів
Багатокористувацький (мультиплеєрний) режим дає можливість грати за чотири бойові класи: піхотинця (Footman), арбалетника (Crossbowman), лучника (Longbowman) та лицаря (Footknight). Починаючи гру, ви отримуєте персонажа піхотинця. Цей клас воїна складає кістяк будь-якої армії, добре збалансований і чудово почувається на всіх ігрових картах та в різних бойових ситуаціях.
Пізніше, погравши та отримавши очки досвіду, ви зможете відкрити для себе решту класів, які вже є більш спеціалізованими, по іншому озброєні та мають власні переваги, що суттєво допоможуть у битвах.

### Стилі бою
Ґеймплей включає три основні види ведення бою: ближній, дальній та верховий. Звідси і різноманітність видів зброї, мечі, сокири, булави, одноручні і дворучні, списи, луки, арбалети. Проте, гра не обмежує вибір стилю бою класом воїна а завдяки гнучкій системі розвитку персонажа дозволяє налаштовувати його характеристики на власний смак. Окрім вибору броні та зброї, ви можете також додавати чи змінювати різноманітні вміння та навички свого персонажа, щоб покращити його певні бойові вміння. 

### Поєдинок
Поєдинки у «War of the Roses» відрізняються складною системою пошкоджень. Наприклад, влучивши в голову можна єдиним ударом знешкодити супротивника, так що варто добре прицілюватись. Для захисту від ворожих ударів гра дає можливість ставити блоки щитом чи самою зброєю.